# Bergères-sous-Montmirail
 Bergères-sous-Montmirail  es una población y comuna francesa, en la región de Champaña-Ardenas, departamento de Marne, en el distrito de Épernay y cantón de Montmirail.

## Demografía
| 192 | 162 | 137 | 133 | 123 | 130 |
| Para los censos de 1962 a 1999 la población legal corresponde a la población sin duplicidades (Fuente: INSEE [Consultar]) |     |     |     |     |     |